# 法羅島
法羅島（瑞典語：Fårö）是瑞典大陸東南哥特蘭島以北的一個島嶼，位於波羅的海。它是哥特蘭省第二大島嶼，人口少於600，但於夏季時是熱門渡假地點。島上沒有銀行、郵局、醫療設備和警察局。島上居民說的方言，據說是瑞典最古老的語言。

## 地理

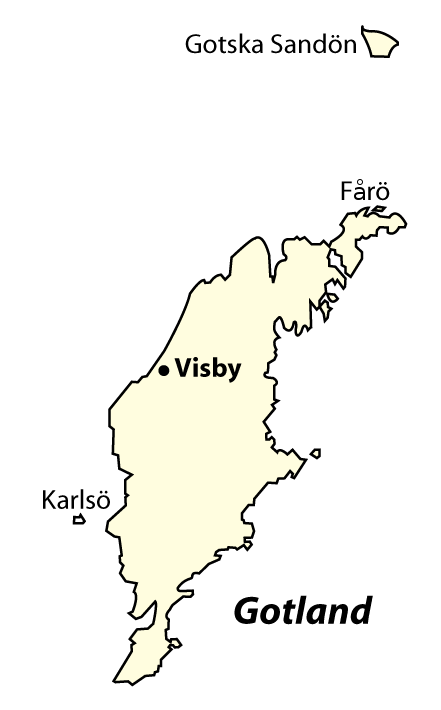
法羅島位於哥特蘭主島東北

法羅與哥特蘭主島被法羅海峽分隔，只有兩艘由瑞典道路管理局經營的船隻來往兩島。其面積為111.35平方公里，其中9.7平方公里是水域──沼澤或小島。

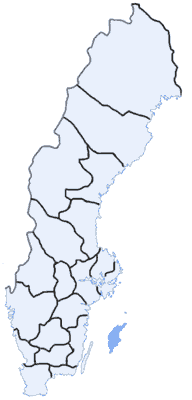
瑞典地圖，深色部分為哥特蘭島

在法羅島和哥特蘭島上，可見一種名為rauk的獨有岩石形態，是冰河時間水土侵蝕的結果。

## 軍事史
1990年代前，法羅島和哥特蘭島北部設有軍事設施，不准外國人踏足。在禁區有大型軍事告示通知遊客不准進入，此禁令一直嚴格實施。該軍事設施隨著冷戰結束而關閉了。島上軍事設施的遺址是為於北緯57°57'33"、東經19°20'46"的一座203米高無線電發射站。

## 電影背景
瑞典導演英格瑪·柏格曼於法羅島上生活，直至在島上去世。他在島上拍攝了幾齣電影，如《猶在鏡中》、《狼的時刻》、《激情》、《羞恥》、《假面》和在其前妻家中拍攝的《婚姻場景》。
每年6月，島上舉行歷時一週的柏格曼節，向曾在島上居住的導演致敬。
安德烈·塔科夫斯基原本也想在法羅島上拍攝《犧牲》，但遭到軍方拒絕。

## 旅遊業
每年一度9月的「法羅之夜」（Fårönatta），島上的餐館和酒吧都通宵營業，到處都是手工藝攤檔，教堂也會舉行午夜彌撒。

## 法羅島分區

### 法羅燈塔
法羅燈塔（Fårö fyr）於島上東北方，於1846至47年建造，高30米。

### Langhammar
西北部的半島和自然保護區的特色是在冰河時間形成的石塊──rauk。英格瑪·柏格曼電影《 猶在鏡中》就是在這區拍攝。

### Digerhuvud
自然保護區的特色是漁村。雖然它因其水深（近岸處深80米）和強水流而不適合游泳，但它是著名的潛水和釣魚區域。

### Sudersand
東北部的沙灘鄰近渡假村，遊客可在那裏租小屋。

## 圖片

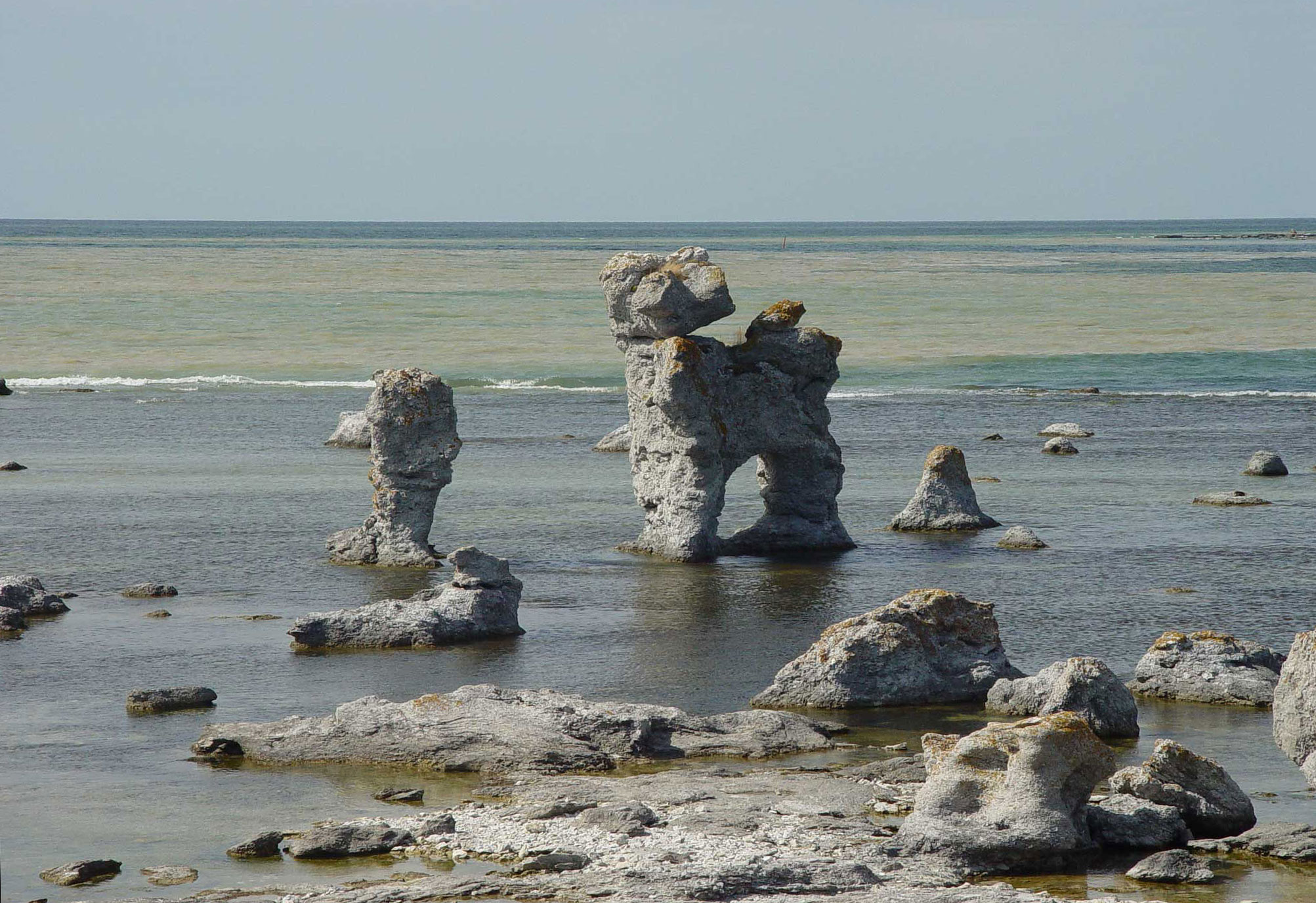
Gamlehamn保護區的Rauk岩石
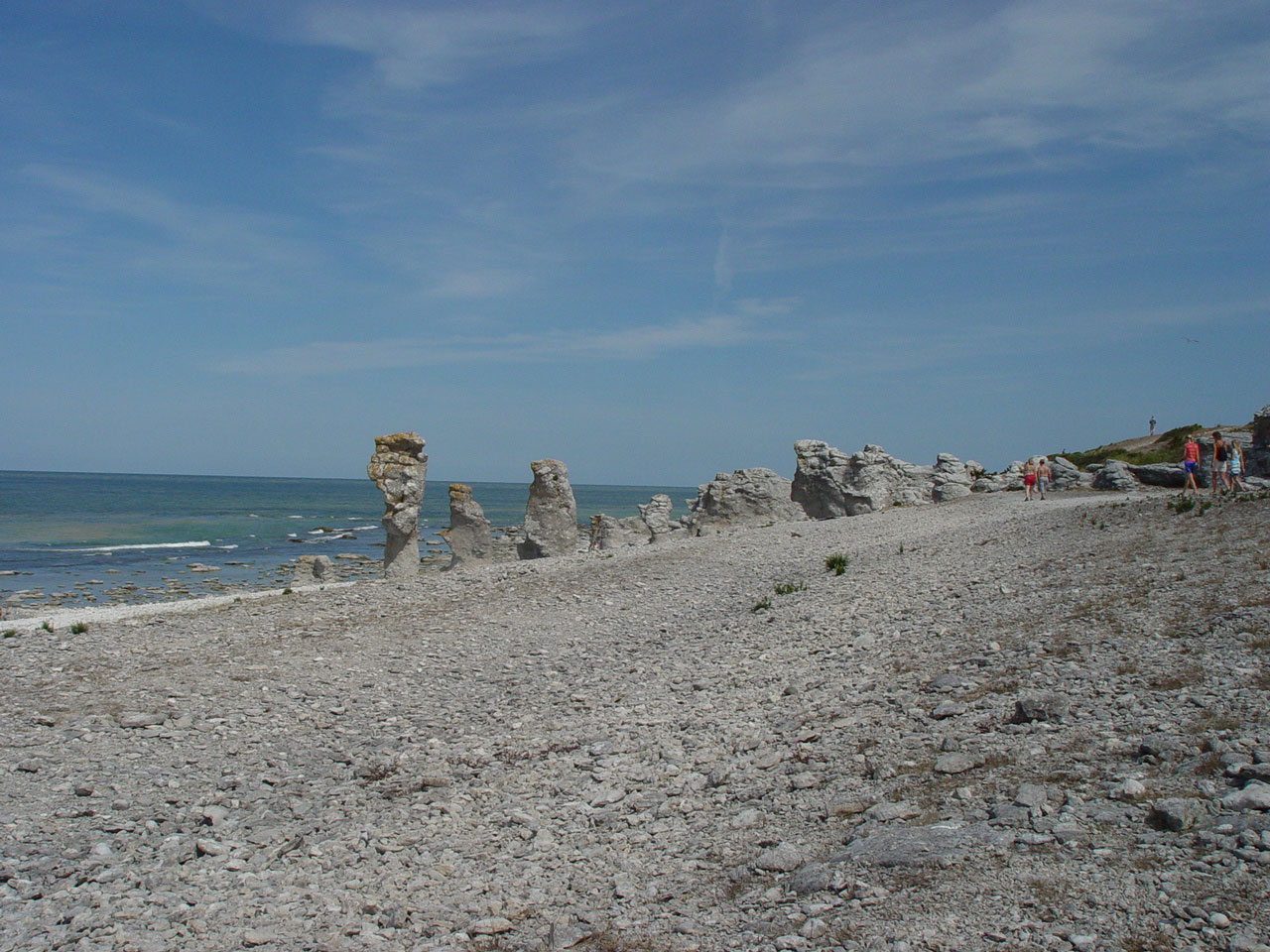
Langhammars保護區的Rauk岩石
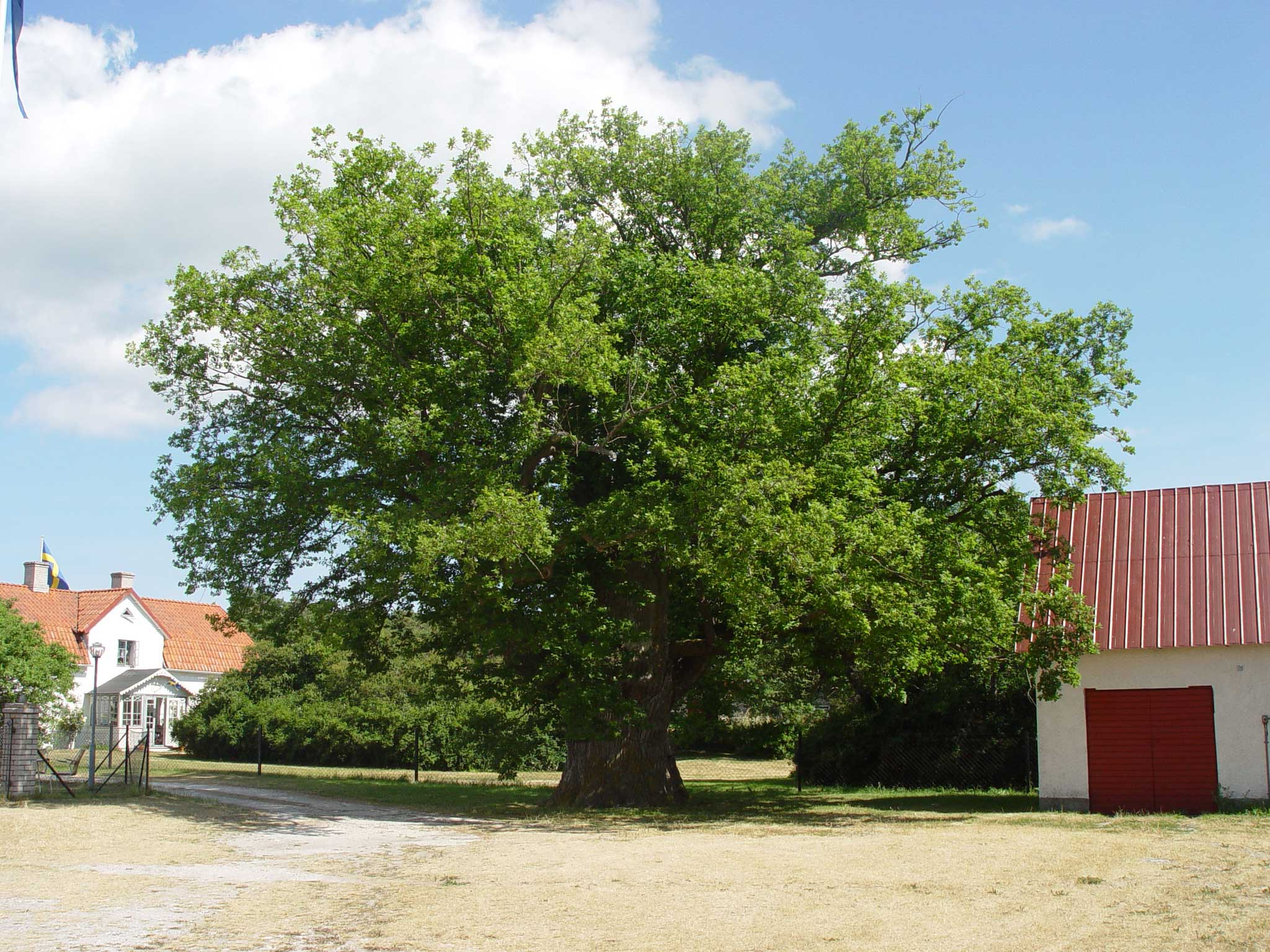
哥特蘭最大和老的櫟樹
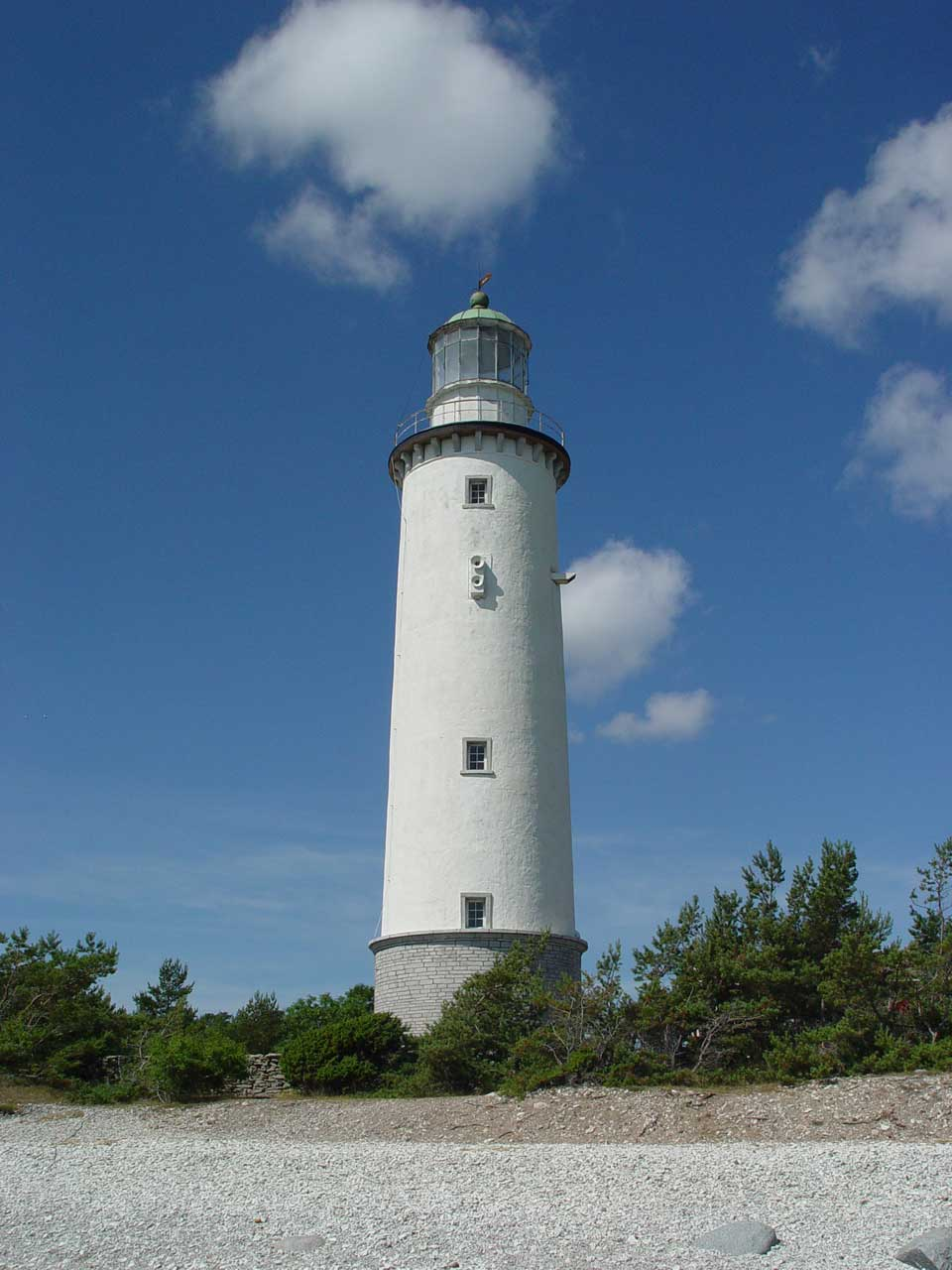
1847年興建的燈塔
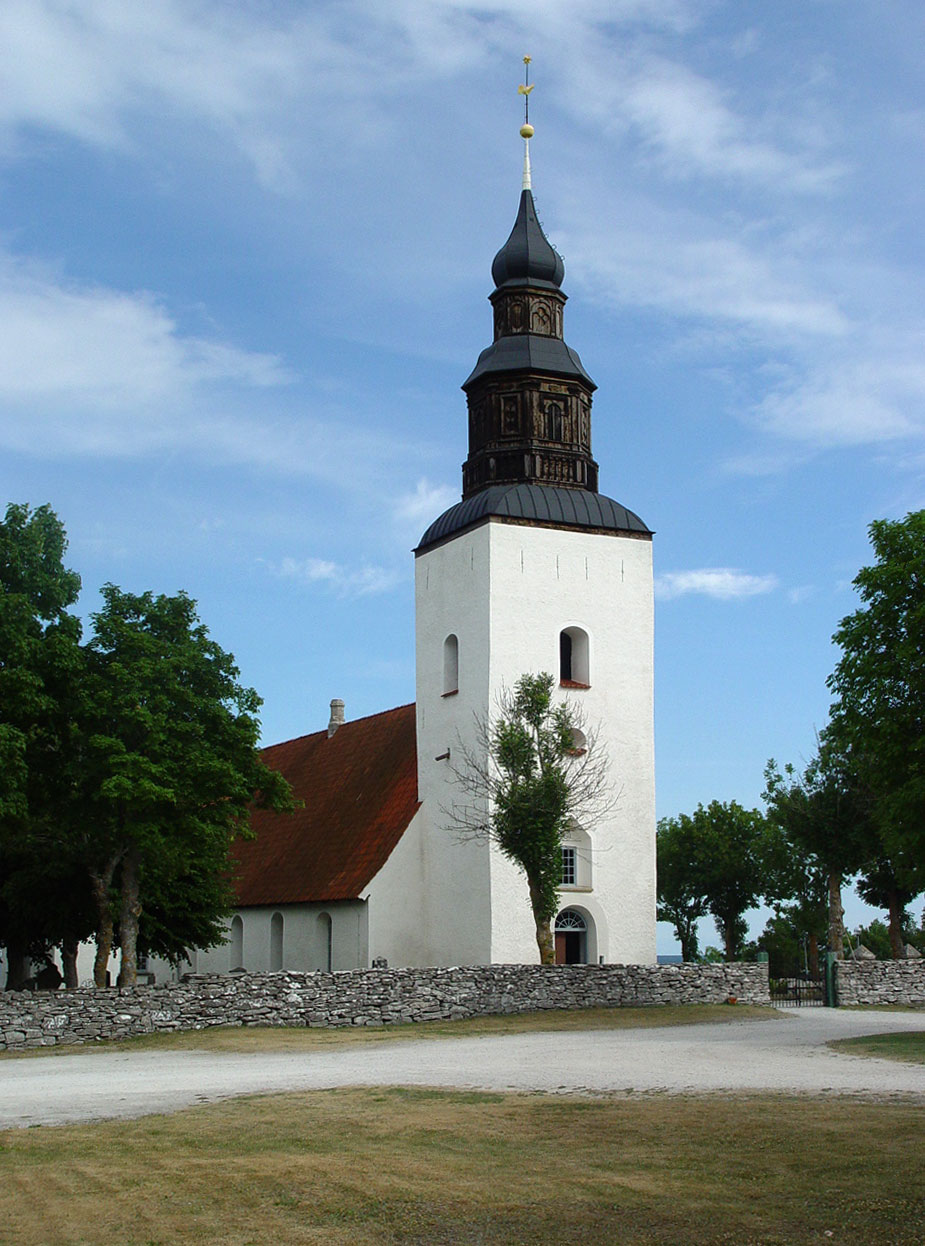
法羅教堂

## 外部連結
- （英文）哥特蘭旅遊協會──法羅島 （页面存档备份，存于）
- （瑞典文） Nordisk Familjebok百科的「法羅」條目 （页面存档备份，存于）
- （英文）Phogle相集[永久]的法羅圖片
- （英文）Sudersand渡假村和餐廳 （页面存档备份，存于）
- （瑞典文） 法羅方言 （页面存档备份，存于）──介紹哥特蘭語和法羅島上的方言

57°56′N 19°09′E / 57.933°N 19.150°E